# Legge Jospin
La legge di orientamento sull'educazione (in francese Loi d'Orientation sur l'Education) è una norma promulgata il 10 luglio 1989, nota anche come legge Jospin (dal nome del Ministro dell'istruzione francese Lionel Jospin), che cambiò radicalmente il funzionamento del sistema scolastico francese.
È composta da un primo articolo, a cui non è associato alcun titolo, e da sei titoli:
- vita scolastica e universitaria ;
- personale ;
- istituti di insegnamento;
- organi consultivi ;
- valutazione del sistema educativo;
- disposizioni varie.

È abbinata ad una relazione politica di accompagnamento (come tutte le leggi politiche).
La riforma promosse una visione contrattualistica del rapporto fra alunni e corpo docente, intendendo i primi come al centro del sistema educativo e i secondi anche come facilitatori di pratiche socio-culturali all'interno delle scuole di vita, e non come meri depositari del sapere.
La norma organizzò la scuola in cicli, tre per la scuola primaria, due per il collège e più o meno cicli al lycée (a seconda della materia). Il numero di cicli fu ridotto con la riforma dei licei e la riforma del bac pro. Fu istituito un Consiglio nazionale per i curricula con il compito di fornire consulenza sui programmi scolastici.
Inoltre, era prevista la creazione di Istituti universitari per la formazione dei maestri 

## Contesto e preparazione
La legge fu elaborata e approvata in un contesto di urgenza, segnato in particolare dall'aumento del numero di alunni nei licei e nelle università e dalle difficoltà di reclutamento degli insegnanti negli anni 1986-1992.
I membri del gabinetto Jospin che prepararono la legge provenivano principalmente da esperienze di reclutamento amministrativo e non erano esperti di pedagogia. Il discorso pedagogico non era tuttavia del tutto assente dal gabinetto, ma era veicolato principalmente da due consiglieri, Claude Allègre e Jean Ferrier. Le testimonianze concordano sul fatto che Claude Allègre era davvero il "pensatore" all'interno del gabinetto. Fu lui a ispirare il Consiglio nazionale dei programmi, che doveva riunire ispettori e accademici per aggiornare la programmazione didattica.
Secondo Sylvie Aebischer:
(Sylvie Aebischer, Réinventer l'école, réinventer l'administration. Une loi pédagogique et managériale au prisme de ses producteurs, 2012)
L'autrice riteneva che i membri di questo gabinetto non avessero un rapporto fisso con lo stato precedente del sistema educativo e, di conseguenza, guardassero con favore a un rinnovamento delle pratiche scolastiche perché i loro percorsi professionali non li avevano legati all'ideale classico dell'eccellenza accademica.
Questi funzionari, il cui reclutamento era il risultato di un percorso di carriera meno tradizionale, erano più vicini a una tipologia studiata da Jean-Michel Chapoulie, che li descrive, tra l'altro:
(Sylvie Aebischer, Réinventer l'école, réinventer l'administration. Une loi pédagogique et managériale au prisme de ses producteurs, 2012)
Questa visione era condivisa anche da quello che Sylvie Aebischer chiama il gruppo degli "eredi", composto da Olivier Schrameck, Pierre Moscovici, Roland Peylet e Claude Allègre, che condividevano con i sostenitori della meritocrazia un rapporto con l'istituzione scolastica non in linea con i canoni dell'eccellenza classica. Olivier Schrameck, ad esempio, difese una visione del sapere come apprendistato nella vita sociale", deridendo "gli storici il cui sapere è troppo specializzato".
Infine, la legge fu anche il risultato di un certo rapporto del Partito socialista con l'istruzione e delle sue relazioni con i sindacati degli insegnanti.

## Principi e obbiettivi principali
Gran parte della legge era concepita più per ribadire o stabilire principi generali e oggettivi che per introdurre cambiamenti specifici nell'operatività.
In particolare, l'articolo 1 della legge fungeva da programma per l'intero sistema educativo, iniziando con la frase: "L'istruzione è la massima priorità nazionale" (Legge Jospin, art.1, ora Codice dell'educazione, art. L. 111-1).
Il testo era generalmente considerato essenzialmente pedagogico e, nelle parole della relazione di accompagnamento, il suo obiettivo era quello di "mettere l'alunno al centro del sistema", una concezione dell'insegnamento e delle pratiche didattiche che sembra essere influenzata dalle correnti delle cosiddette "pedagogie innovative". In generale, la legge sostiene un "approccio didattico basato sul contratto", in cui l'alunno stabilisce gli obiettivi con l'insegnante per organizzare il suo apprendimento e i suoi progressi.
La legge stabiliva che alunni o studenti dovessero essere coinvolti nelle proprie scelte professionali e non subirle.
Essa ribadiva l'esistenza di una "comunità educativa", già affermata dalla legge Haby, sottolineando la necessità di integrare gli alunni e gli studenti disabili.
Uno degli obiettivi della legge era quello di portare tutti gli alunni di una determinata fascia d'età al livello del certificato di attitudine professionale (CAP) o del certificato di studi professionali (BEP), e l'80% della stessa fascia d'età al diploma di maturità.
L'impronta pedagogica si rifletteva anche nella concezione degli insegnanti e del loro rapporto con l'insegnamento. Uno degli obiettivi era quello di:
(Sylvie Aebischer, Réinventer l'école, réinventer l'administration. Une loi pédagogique et managériale au prisme de ses producteurs, 2012)

## Riforme
La legge organizzò la scuola in cicli, tre per la scuola primaria, due per il collège e più o meno cicli al lycée (a seconda della materia). Il numero di cicli fu ridotto con la riforma dei licei e la riforma del bac pro. Fu istituito un Consiglio nazionale per i curricula con il compito di fornire consulenza sui programmi scolastici.
La legge prevedeva la creazione di Istituti universitari per la formazione dei maestri (Instituts universitaires de formation des maîtres, IUFM). Questi istituti amministrativi pubblici avevano lo scopo di fornire una formazione e una cultura professionale comune a tutti gli insegnanti della scuola primaria e secondaria. La creazione dello status di professore di scuola fu una conseguenza diretta della creazione degli IUFM.
Il Consiglio superiore dell'istruzione nazionale (Conseil supérieur de l'Éducation nationale) e il Consiglio dell'insegnamento generale e tecnico (Conseil de l'enseignement général et technique) furono fusi in un unico organismo: il Consiglio superiore dell'educazione (Conseil supérieur de l'éducation). Tuttavia, questo organo perse il suo ruolo polemico e disciplinare nei confronti dell'istruzione superiore, che fu affidato al CNESER (Conseil national de l'enseignement supérieur et de la recherche).
Le competenze del Consiglio accademico dell'istruzione nazionale furono estese all'istruzione superiore e fu creato un unico consiglio per la regione dell'Île-de-France.
Le scuole, i collège e i lycée erano tenuti a redigere e attuare un progetto scolastico che descrivesse in dettaglio l'attuazione degli obiettivi nazionali e li adattasse ove necessario.
La legge chiarì lo status dei Greta, rendendoli gruppi di interesse pubblico.

## Evoluzione
La legge Jospin fu trasferita nel Codice dell'educazione nel 2000, ma al 2024 le sue disposizioni sono ancora in gran parte in vigore.
Le principali modifiche introdotte dalla legge Fillon del 2005 sono:
- il collegamento degli IUFM alle università;
- l'abolizione del Consiglio nazionale dei programmi.

## Analisi e controversie
La legge suscitò molte polemiche in merito alla formazione degli insegnanti, sul concetto di "alunno al centro della scuola", sui cicli e sulla scolarizzazione precoce dei bambini.
Quindici anni dopo, nel 2004, alcuni dei promotori della legge tracciarono un bilancio "complessivamente positivo, anche se molti progetti non si sono realizzati". La legge aumentò gli stipendi degli insegnanti e ne rese possibile l'assunzione di nuovi. Tuttavia, gli Istituti universitari per la formazione degli insegnanti (IUFM), la parte più consistente della legge, sono per anni rimasti al centro di tutte le contrapposizioni che dividevano la professione docente, in particolare tra pedagogisti e repubblicani. Questi ultimi denunciavano "la trasformazione degli insegnanti in facilitatori socio-culturali e delle scuole in 'luoghi di vita'". 
Infine, sebbene il Ministro dell'Istruzione avrebbe dovuto presentare una relazione annuale sull'applicazione della legge (art. 25), essa non è mai stata presentata.